# Grattacieli più alti di Boston

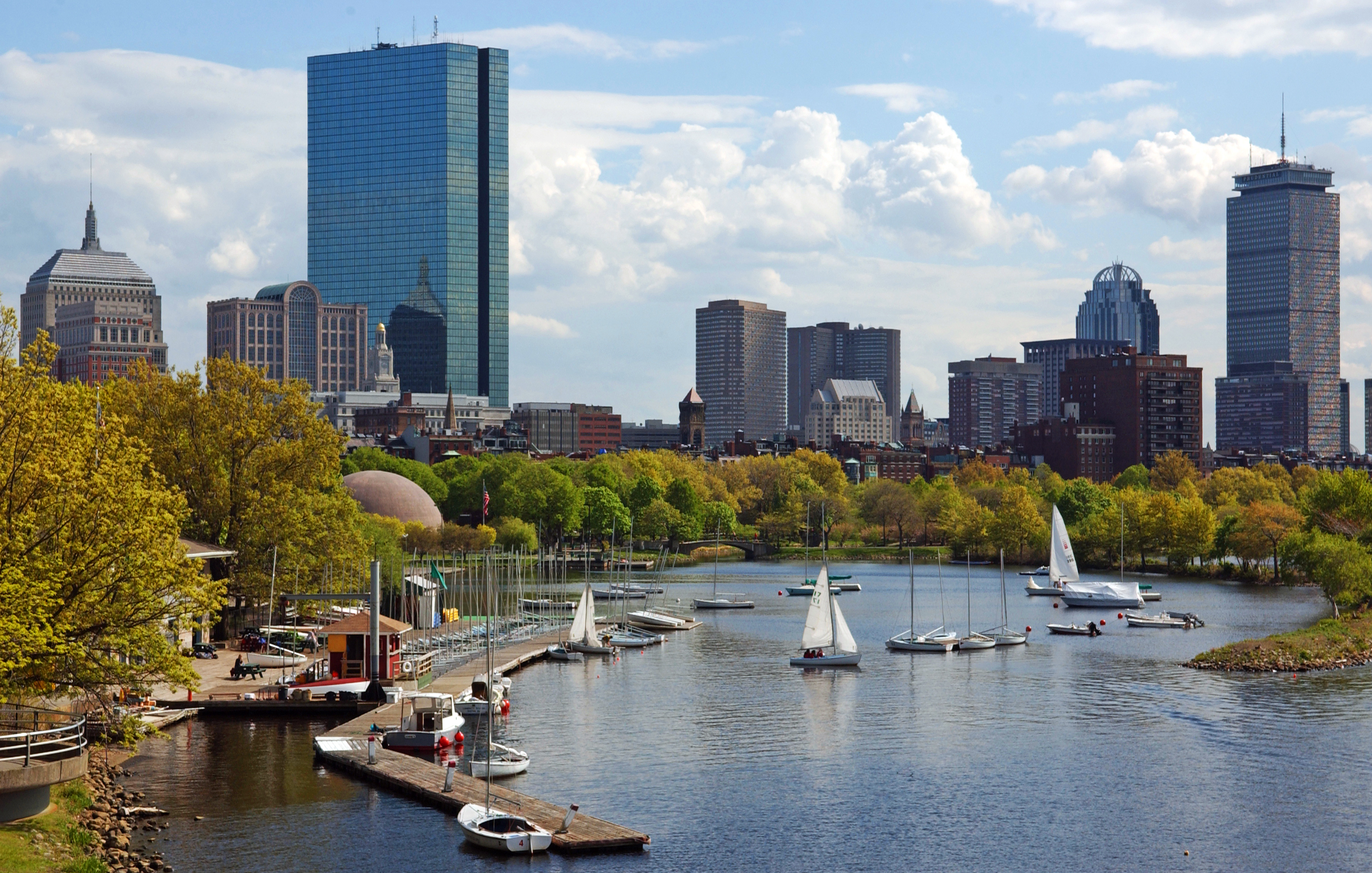
Skyline di Boston-Back Bay

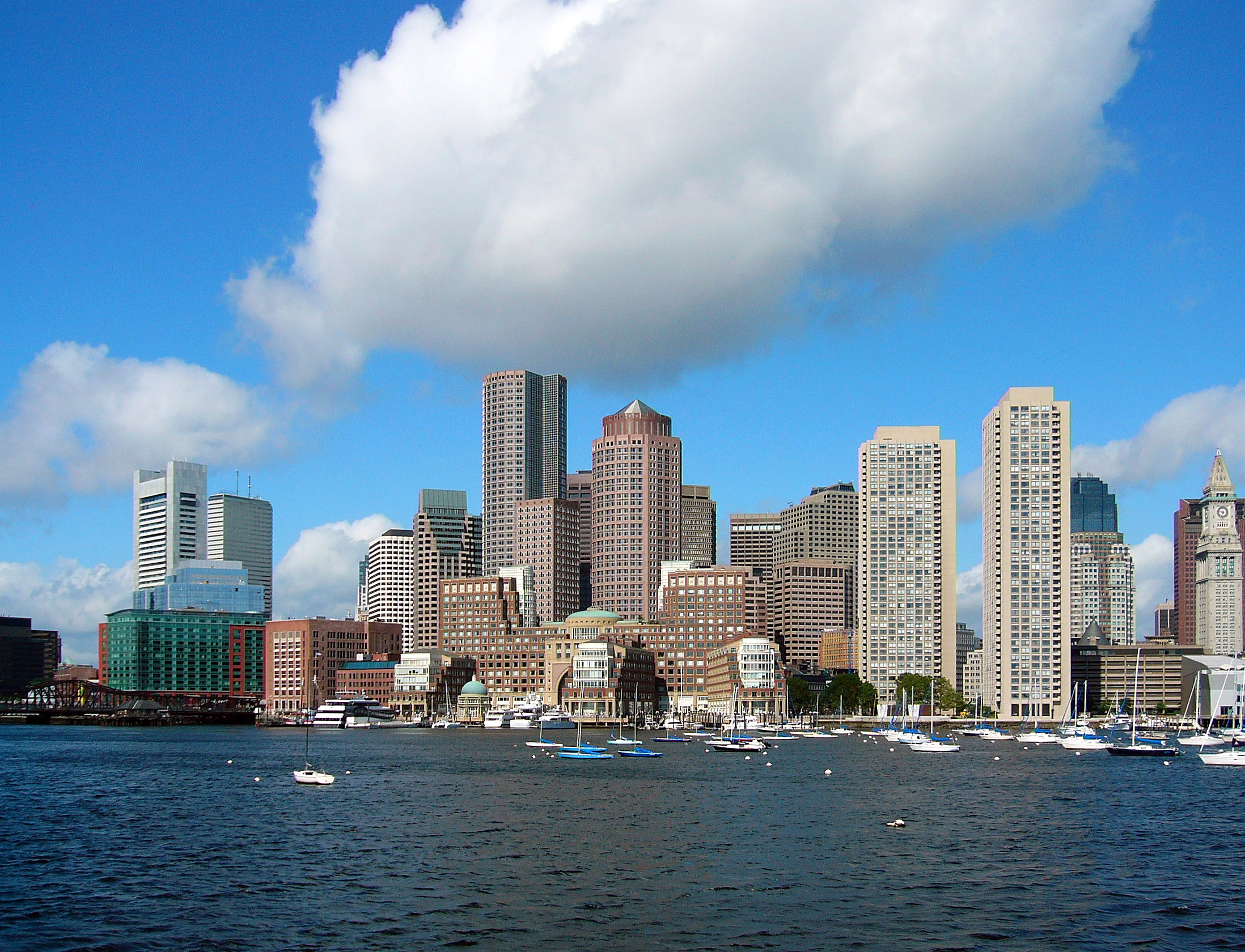
Skyline di Boston-Financial District

Boston, la capitale dello stato americano del Massachusetts e la più grande città della Nuova Inghilterra, ospita 251 grattacieli completati, 32 dei quali più alti di 122 metri. La maggior parte dei grattacieli della città sono raggruppati nei quartieri di Financial District e di Back Bay. L'edificio più alto di Boston è la 200 Clarendon di 60 piani, meglio conosciuta dai locali come la John Hancock Tower, che si erge per 241 metri nel distretto di Back Bay. È anche l'edificio più alto della Nuova Inghilterra e il 63° edificio più alto degli Stati Uniti. Il secondo edificio più alto di Boston è la Prudential Tower, che si erge su 52 piani per un'altezza di 228 metri. Al tempo delcompletamento della Prudential Tower nel 1964, era l'edificio più alto del Nord America al di guori della città di New York.

## Edifici più alti
| Posizione | Nome                                         | Immagine | Altezza in piedi (in metri) | Piani | Anno completamento | Coordinate                  | Note                    |
| --------- | -------------------------------------------- | --- | --------------------------- | ----- | ------------------ | --------------------------- | ----------------------- |
| 1         | John Hancock Tower (200 Clarendon Street)    | Ground-level view of a 60-story skyscraper; the clouds in the sky are reflected off the building's tinted, all-glass facade. On the ground to the left of the building is a Romanesque church, surrounded by a grassy public square. Two shorter skyscrapers are visible in the distance.                                                                                   | 790 (241)                   | 60    | 1976               | 42°20′57.4″N 71°04′29.2″W   | [ 2 ] [ 5 ] [ 6 ] [ 7 ] |
| 2         | Prudential Tower                             | Distant aerial view of two skyscrapers in early evening; the tallest is a large, gray rectangular tower with a steel latticework facade and a tall antenna mast on its roof. The shorter skyscraper, directly in front of the other building, has a tinted, all-glass facade with a prominent, open-air dome. Several high-rises surround the two skyscrapers on all sides. | 749 (228)                   | 52    | 1964               | 42°20′49.78″N 71°04′57.08″W | [ 3 ] [ 4 ] [ 8 ]       |
| 3         | One Dalton                                   | | 742 (226)                   | 61    | 2019               | 42°20′44.7″N 71°05′02.2″W   | [ 9 ] [ 10 ]            |
| 4         | Winthrop Center                              | | 691 (211)                   | 52    | 2023               | 42°21′16.5″N 71°03′25.5″W   | [ 11 ]                  |
| 5         | Millennium Tower                             | | 685 (209)                   | 60    | 2016               | 42°21′21.01″N 71°03′33.91″W |                         |
| 6         | South Station Tower                          | | 677 (206)                   | 51    | 2025               | 42°21′07″N 71°03′19″W       | [ 12 ] [ 13 ]           |
| 7         | Federal Reserve Bank Building                | Aerial view of a tall, narrow, concrete skyscraper; the building's design somewhat resembles that of a washboard, with uninterrupted horizontal rows of windows protruding slightly outward from two of the building's four sides | 614 (187)                   | 32    | 1976               | 42°21′08.55″N 71°03′14.82″W | [ 14 ] [ 15 ] [ 16 ]    |
| 8         | One Boston Place                             | 40-story skyscraper with a black, X-braced facade; the building has a major setback near the 35th-floor | 601 (183)                   | 41    | 1970               | 42°21′30.71″N 71°03′30.17″W | [ 17 ] [ 18 ] [ 19 ]    |
| 9T        | One International Place                      | Aerial view of two skyscrapers; both have circular footprints and light red facades. The shorter of the two buildings, in the foreground, is topped by a pyramid-like cap, while the taller building has a flat roof. | 600 (183)                   | 46    | 1987               | 42°21′20.8″N 71°03′07.5″W   | [ 20 ] [ 21 ] [ 22 ]    |
| 9T        | Bulfinch Crossing: One Congress              | | 600 (183)                   | 43    | 2023               |                             | [ 23 ]                  |
| 11        | 100 Federal Street                           | Ground-level view of the First National Bank Building | 591 (180)                   | 37    | 1971               | 42°21′17.93″N 71°03′22.43″W | [ 24 ] [ 25 ] [ 26 ]    |
| 12        | One Financial Center                         | Ground-level view of a 45-story building with a trapezoidal footprint, a white facade and black windows | 590 (180)                   | 46    | 1983               | 42°21′08.6″N 71°03′23″W     | [ 27 ] [ 28 ] [ 29 ]    |
| 13        | 111 Huntington Avenue                        | Angled aerial view of an all-glass building capped with a white, open-air dome | 554 (169)                   | 36    | 2002               | 42°20′48.38″N 71°04′52.86″W | [ 30 ] [ 31 ] [ 32 ]    |
| 14        | Two International Place                      | Aerial view of a round building with a light-red facade, topped with a pyramid-like cap; in the foreground is a shorter building with an all-glass facade | 538 (164)                   | 35    | 1992               | 42°21′23.37″N 71°03′06.33″W | [ 33 ] [ 34 ] [ 35 ]    |
| 15        | One Post Office Square                       | Ground-level view of a 40-story skyscraper with a tan facade; minor setbacks are visible around the tower's 30th floor | 525 (160)                   | 40    | 1981               | 42°21′24.58″N 71°03′19.44″W | [ 36 ] [ 37 ] [ 38 ]    |
| 16        | One Federal Street                           | Ground-level view of a 38-story rectangular skyscraper with a tan facade and dark bluish windows | 520 (158)                   | 38    | 1975               | 42°21′23.63″N 71°03′25.07″W | [ 39 ] [ 40 ] [ 41 ]    |
| 17        | Bulfinch Crossing: The Sudbury Residences    | | 519 (158)                   | 45    | 2020               |                             |                         |
| 18T       | Hub on Causeway Office Tower                 | | 510 (155)                   | 31    | 2021               | 42°21′56.55″N 71°03′40.14″W |                         |
| 18T       | Exchange Place                               | Ground-level view of a 40-story skyscraper with an all-glass facade and several setbacks. In the facade is a reflection of a dark brown building with lighter windows, and near the bottom of the skyscraper is a small white building with dark windows | 510 (155)                   | 40    | 1984               | 42°21′29.95″N 71°03′23.22″W | [ 42 ] [ 43 ] [ 44 ]    |
| 20        | 60 State Street                              | Aerial view of a 40-story skyscraper with a tan facade and dark windows; a major setback is visible near the building's roofline, at roughly the 35th floor | 509 (155)                   | 38    | 1977               | 42°21′32.51″N 71°03′23.26″W | [ 45 ] [ 46 ]           |
| 21        | One Beacon Street                            | Ground-level view of a rectangular skyscraper with a dark brown facade and prominent black windows | 505 (154)                   | 37    | 1971               | 42°21′30.38″N 71°03′38.99″W | [ 47 ] [ 48 ] [ 49 ]    |
| 22        | One Lincoln Street                           | Fround-level view of an ornate building with alternating concrete and blue-tinted glass facades. Near the building's roofline, a sign with the words "STATE STREET" is visible. Capping the building is a crown-like structure composed of blue glass and white spires. | 503 (153)                   | 36    | 2003               | 42°21′09.14″N 71°03′29.12″W | [ 50 ] [ 51 ] [ 52 ]    |
| 23        | 28 State Street                              | Ground-level view of a 40-story building with a white, concrete facade and dark windows; near the building's roofline, a prominent setback is visible | 500 (152)                   | 40    | 1970               | 42°21′33.59″N 71°03′26.89″W | [ 53 ] [ 54 ] [ 55 ]    |
| 24T       | Hub on Causeway Residential Tower            | | 496 (151)                   | 45    | 2019               | 42°21′56.52″N 71°03′39.6″W  | [ 56 ] [ 57 ] [ 58 ]    |
| 24T       | Custom House Tower                           | Angled, ground-level view of white limestone tower. Near the building's pyramidal-cap, a large, 4-faced clock is visible | 496 (151)                   | 32    | 1915               | 42°21′32.65″N 71°03′12.13″W | [ 59 ] [ 60 ] [ 61 ]    |
| 26        | Berkeley Building                            | Ground-level view of an Art Deco-style skyscraper with a tan facade; the building is adorned with a thick, gray spire. In the foreground, two flags are visible. | 495 (151)                   | 26    | 1947               | 42°20′59.78″N 71°04′21.55″W | [ 62 ] [ 63 ] [ 64 ]    |
| 27        | The Alcott                                   | | 485 (148)                   | 44    | 2022               |                             | [ 65 ]                  |
| 28T       | 33 Arch Street                               | Ground-level view of a modern, 33-story skyscraper with a curved front and glass facade reflecting the blue of the sky | 477 (145)                   | 33    | 2004               | 42°21′21.46″N 71°03′28.44″W | [ 66 ] [ 67 ] [ 68 ]    |
| 28T       | State Street Bank Building                   | Ground-level view of a rectangular building with a dark gray facade and clear windows | 477 (145)                   | 33    | 1966               | 42°21′22.39″N 71°03′15.05″W | [ 69 ] [ 70 ] [ 71 ]    |
| 30        | Ritz-Carlton Towers Boston Common - Tower I  | Ground-level view of a modern, 40-story skyscraper with a gray-tinted, all-glass facade | 475 (145)                   | 38    | 2001               | 42°21′10.87″N 71°03′46.58″W | [ 72 ] [ 73 ] [ 74 ]    |
| 31        | 125 High Street                              | Ground-level view of a complex of skyscrapers; the tallest building is on the left, with a light tan facade and a green-gray trapezoidal cap. | 452 (138)                   | 30    | 1991               | 42°21′19.15″N 71°03′11.74″W | [ 75 ] [ 76 ] [ 77 ]    |
| 32        | 100 Summer Street                            | Ground-level view of a building with an all-glass, black-tinted facade; three setbacks are visible. | 450 (137)                   | 32    | 1974               | 42°21′13.79″N 71°03′26.82″W | [ 78 ] [ 79 ] [ 80 ]    |
| 33        | Avalon North Station                         | Upward view of a building still under construction with steel members still visible for about the top half of the building and a beige covering on the lower half. | 449 (137)                   | 38    | 2016               | 42°21′10.87″N 71°03′46.58″W |                         |
| 34T       | Ritz-Carlton Towers Boston Common - Tower II | Ground-level view of a modern skyscraper with a gray-tinted, all-glass facade | 446 (136)                   | 36    | 2001               | 42°21′10.87″N 71°03′46.58″W | [ 82 ] [ 83 ] [ 84 ]    |
| 36        | Atlantic Wharf (Russia Wharf)                | Atlantic Wharf, 503 Atlantic Avenue, Boston, Massachusetts | 436 (133)                   | 32    | 2011               | 42°21′11.96″N 71°03′10.27″W |                         |
| 37        | McCormack Building                           | Ground-level view of a 20-story building with prominent black windows and a white, concrete facade | 401 (122)                   | 22    | 1975               | 42°21′34.3″N 71°03′44.4″W   | [ 85 ] [ 86 ] [ 87 ]    |
| 38T=      | Keystone Building                            | Ground-level view of a building with rounded corners, a grooved, white facade and dark black windows | 400 (122)                   | 32    | 1971               | 42°21′14.94″N 71°03′15.95″W | [ 88 ] [ 89 ] [ 90 ]    |
| 38T=      | Harbor Towers I                              | Distant view of two waterfront skyscrapers; both have Brutalist-style architecture, with concrete facades. Though very similar in appearance, the building on the right is taller and thinner. Several anchored sailboats are visible in the foreground. | 400 (122)                   | 40    | 1971               | 42°21′28.64″N 71°02′59.89″W | [ 91 ] [ 92 ] [ 93 ]    |

## Cronologia degli edifici più alti
| Nome                    | Immagine | indirizzo             | Anni più alti   | Altezza (in metri) | Piani | Coordinate                  | Note   |
| ----------------------- | --- | --------------------- | --------------- | ------------------ | ----- | --------------------------- | ------ |
| Old State House         | Ground-level view of a 3-story, colonial-era brick building with a prominent white tower on one end; several glass skyscrapers are visible in the distance.                                         | 206 Washington Street | 1713 – 1745     | 20                 | 3     | 42°21′31.57″N 71°03′28.1″W  | [ 94 ] |
| Vecchia chiesa del nord | Black-and-white etching of a colonial-era church, viewed from a distance; the church is topped with a very tall steeple                                                                             | 193 Salem Street      | 1745 – 1810     | 53                 | 1     | 42°21′58.78″N 71°03′16.04″W | [ 95 ] |
| Park Street Church      | Ground level view of a brick church with a prominent white steeple; a grassy park is visible in the foreground, and a rectangular skyscraper with a tan facade and black windows is in the distance | 1 Park Street         | 1810 – 1867     | 66                 | 1     | 42°21′24.88″N 71°03′43.74″W | [ 96 ] |
| Chiesa dell'Alleanza    | Vista a livello del suolo di una cattedrale in stile gotico con un prominente campanile ornato ad un'estremità                                                                                      | 67 Newbury Street     | 1867 – 1915     | 72                 | 1     | 42°21′07″N 71°04′26″W       | [ 97 ] |
| Custom House Tower      | Distant, ground-level view of white limestone tower. The building is topped with a pyramidal-cap, and a large, 4-faced clock is visible just below the main roofline                                | 3 McKinley Square     | 1915 – 1964     | 151                | 32    | 42°21′32.65″N 71°03′12.13″W | [ 59 ] |
| Prudential Tower        | Distant ground-level view of a tall, gray rectangular tower with a steel latticework facade and a tall antenna mast on its roof                                                                     | 800 Boylston Street   | 1964 – 1976     | 228                | 52    | 42°20′49.78″N 71°04′57.08″W | [ 3 ]  |
| Hancock Place           | Angled, ground-level view of a broad, 60-story building with a blue-tinted, all-glass facade | 200 Clarendon Street  | 1976 – presente | 241                | 60    | 42°20′57.4″N 71°04′29.2″W   | [ 6 ]  |